# سنبله آرام

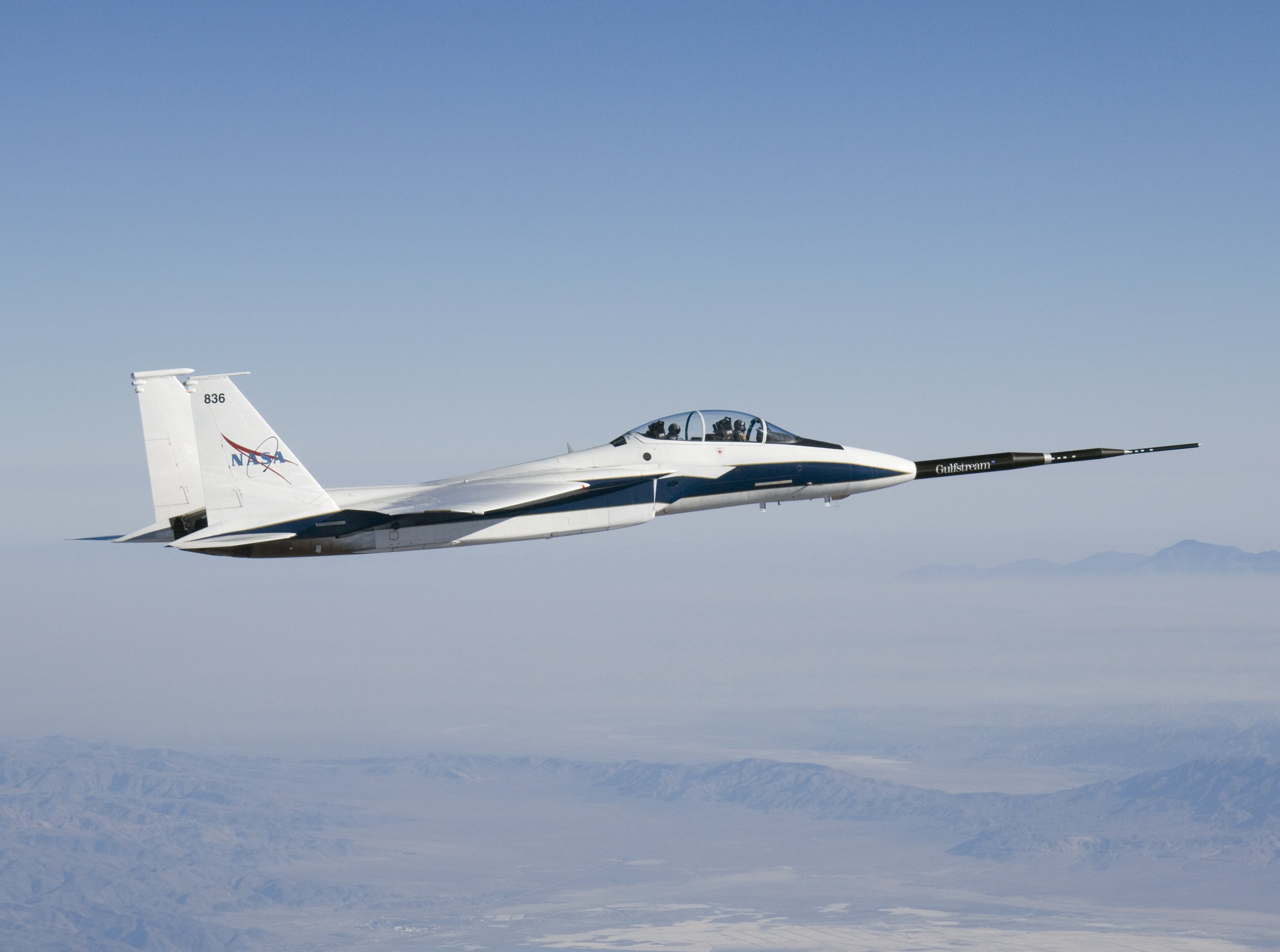
بستر آزمایشی تحقیقاتی F-15B ناسا، هواپیمای شماره ۸۳۶ (۷۴–۰۱۴۱) با ضمیمه Quiet Spike

سنبله آرام  (به انگلیسی: Quiet Spike) یک برنامه مشترک بین گلف‌استریم ایروسپیس و مرکز تحقیقات پرواز درایدن ناسا برای بررسی سرکوب بوم‌های صوتی بود. این پتنت در سال ۲۰۰۴ با اداره ثبت اختراع و نشان تجاری ایالات متحده آمریکا منتشر شد و متعلق به گلف‌استریم ایروسپیس است.

## تاریخ
هدف از این برنامه توسعه فناوری است که ممکن است به نسل بعدی حمل و نقل فراصوت اجازه دهد تا مناطق پرجمعیت را با سرعت بالاتر از ۱ ماخ (سرعت صوت) بدون شدت بالای غرش صوتی که برای نسل اول حمل‌ونقل فراصوت مانند کنکورد مشکل‌ساز بود، پرواز کنند.
غرش صوتی ایجاد شده توسط کنکورد مخالفت عمومی قابل توجهی را در ایالات متحده آمریکا و در نهایت در سایر کشورهای جهان ایجاد کرد. این مخالفت باعث شد که کنکورد موفقیت تجاری نداشته باشد. همچنین موضوع غرش صوتی نیز عامل مهمی در لغو نهایی بوئینگ ۲۷۰۷ بود.
امواج ضربه ای در اطراف هواپیما با نزدیک شدن به ۱ ماخ (۱۲۲۵٫۰ کیلومتر در ساعت) ایجاد می‌شود. در سطح زمین، اینها به عنوان یک غرش یا انفجار با صدای بلند درک می‌شوند. شدت آنها به دلیل عواملی مانند آب و هوا، انکسار لایه‌های مختلف چگالی جو و اندازه هواپیما متفاوت است، اما به‌طور کلی، از یک هواپیمای مافوق صوت به اندازه یک هواپیمای مسافربری غیرنظامی، فشار بیش از حد ایجاد شده در سطح زمین به اندازه ای است که به صدا درآید. پنجره‌ها.
به عنوان مثال، بوم صوتی کنکورد که با سرعت ۲ ماخ (۲۴۵۰ کیلومتر در ساعت) حرکت می‌کرد حدود ۲٫۲ پوند بر فوت مربع (۰٫۱۱ کیلوپاسکال) بود. (پوند در فوت مربع).
به دلیل شدت غرش صوتی، اکنون بسیاری از کشورها پرواز فراصوت بر فراز زمین یا مراکز جمعیتی را ممنوع می‌کنند. اف‌ای‌ای پرواز فراصوت بر فراز زمین را ممنوع می‌کند، مگر در راهروهای ویژه پرواز نظامی. سنبله آرام می‌تواند تا حدودی غرش‌های صوتی را سرکوب کند، اما سنبله آرام به تنهایی برای دور زدن ممنوعیت فعلی پرواز فراصوت به اندازه کافی مؤثر نیست.
رویکردهای ساختاری مختلفی برای کاهش بوم‌های صوتی پیشنهاد شده‌اند که عمدتاً بر روی تغییرات دماغه هواپیما، استفاده از چین‌ها، تغییر در شکل هواپیما و حتی ایجاد مسیرهایی از طریق ساختار هواپیما برای کاهش کشش انگلی که منجر به امواج شوک می‌شود، تمرکز می‌کنند.
به عنوان بخشی از پروژه Quiet Spike، قابل جمع شدن، ۷٫۳ متر (۲۴ فوت) میخ نیزه مانند بلند بر روی دماغه هواپیمای تحقیقاتی F-15B ناسا درایدن نصب شده بود. هنگامی که در موقعیت «به‌طور کامل جمع شده» برای برخاستن و فرود بود، سنبله ۱۴٫۱۵ فوت (۴٫۳۱ متر) بود. طولانی هنگامی که به‌طور کامل گسترش یافت، رونق دو مرحله یا حالت اضافه کرد تا به طول کل ۲۴٫۳۱ فوت (۷٫۴۱ متر) برسد. . حالت بوم Forward ۵٫۹ فوت (۱٫۸ متر) بود طول داشت و کمترین قطر را در بین سه قطر داشت، در حالی که حالت Mid-Boom ۴٫۳ فوت (۱٫۳ متر) بود. طولانی و دومین قطر بزرگ است. سنبله که از مواد کامپوزیتی ساخته شده‌است، سه موج شوک کوچک ایجاد می‌کند که به موازات یکدیگر تا سطح زمین حرکت می‌کنند و صدای کمتری نسبت به امواج ضربه‌ای معمولی که در جلوی جت‌های مافوق صوت ایجاد می‌شوند، تولید می‌کنند.
پس از اولین پرواز پروژه در ۱۰ اوت ۲۰۰۶، چندین پرواز دیگر قبل از حرکت به اندازه‌گیری‌های مهار بوم صوتی، یکپارچگی ساختاری سیستم را مورد آزمایش قرار دادند.
این برنامه در فوریه ۲۰۰۷ با تکمیل بیش از ۵۰ پرواز، بیش از دو برابر پروازهای تکمیل شده در پروژه اس‌اس‌بی‌دی دو سال قبل، به پایان رسید.
نقاط عطف پروژه
- اولین پرواز - ۱۰ اوت ۲۰۰۶
- اولین تمدید حین پرواز Quiet Spike - 25 سپتامبر ۲۰۰۶
- اولین نقطه آزمایش مافوق صوت - ۲۰ اکتبر ۲۰۰۶
- کاوش در میدان نزدیک توسط 2 F-۱۵–۱۳ دسامبر ۲۰۰۶
- امتیاز تست ۱٫۸ ماخ - ۱۹ ژانویه ۲۰۰۷
- فرود با Quiet Spike تمدید شد - ۱۹ ژانویه ۲۰۰۷
- بازگشت به ساوانا، GA برای نسخه آزمایشی - ۱۴ فوریه ۲۰۰۷

در ۴ مارس ۲۰۰۸، تیم ناسا-Gulfstream Quiet Spike جایزه برنده هفته هوانوردی در رده Aeronautics/Propulsion را دریافت کرد.